# Шотландське віскі

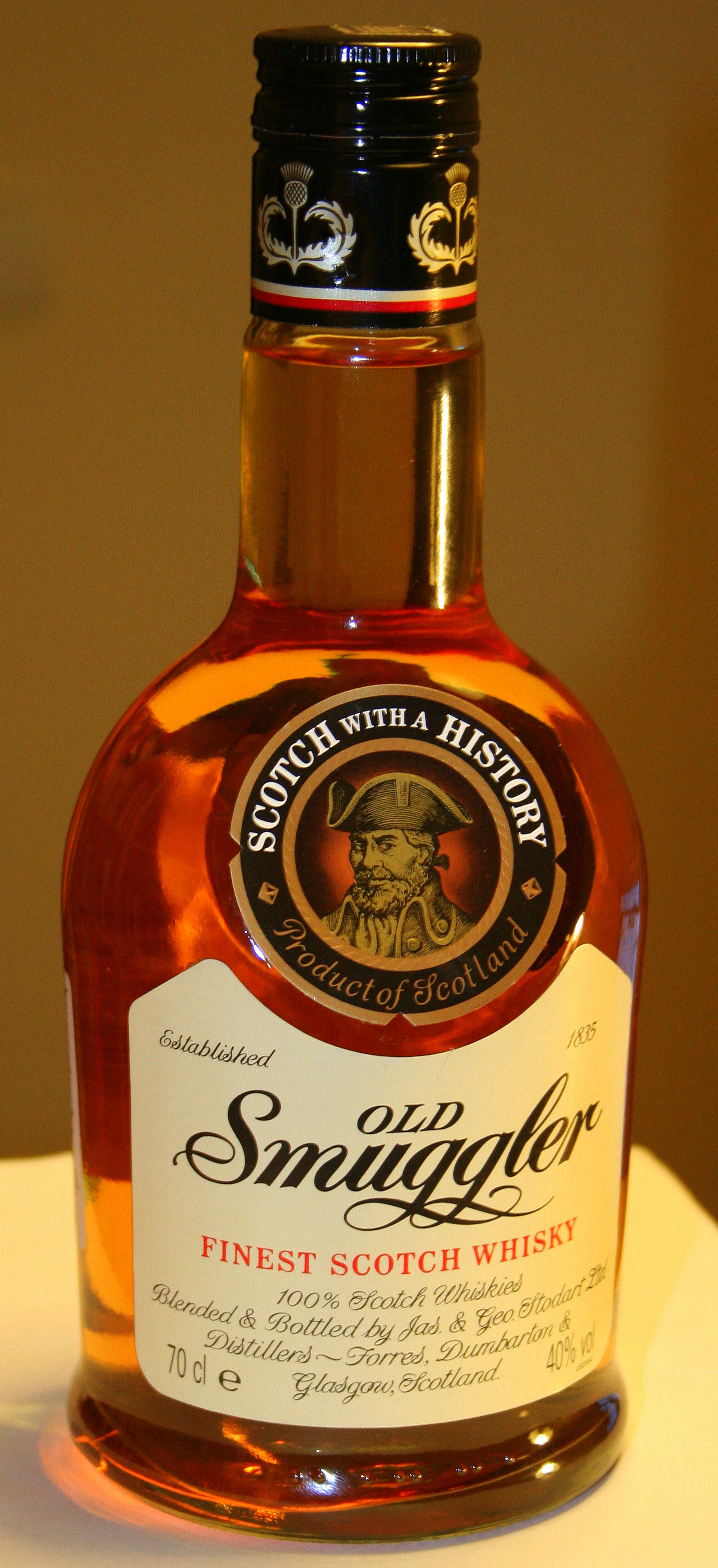
Шотландське віскі Old Smuggler

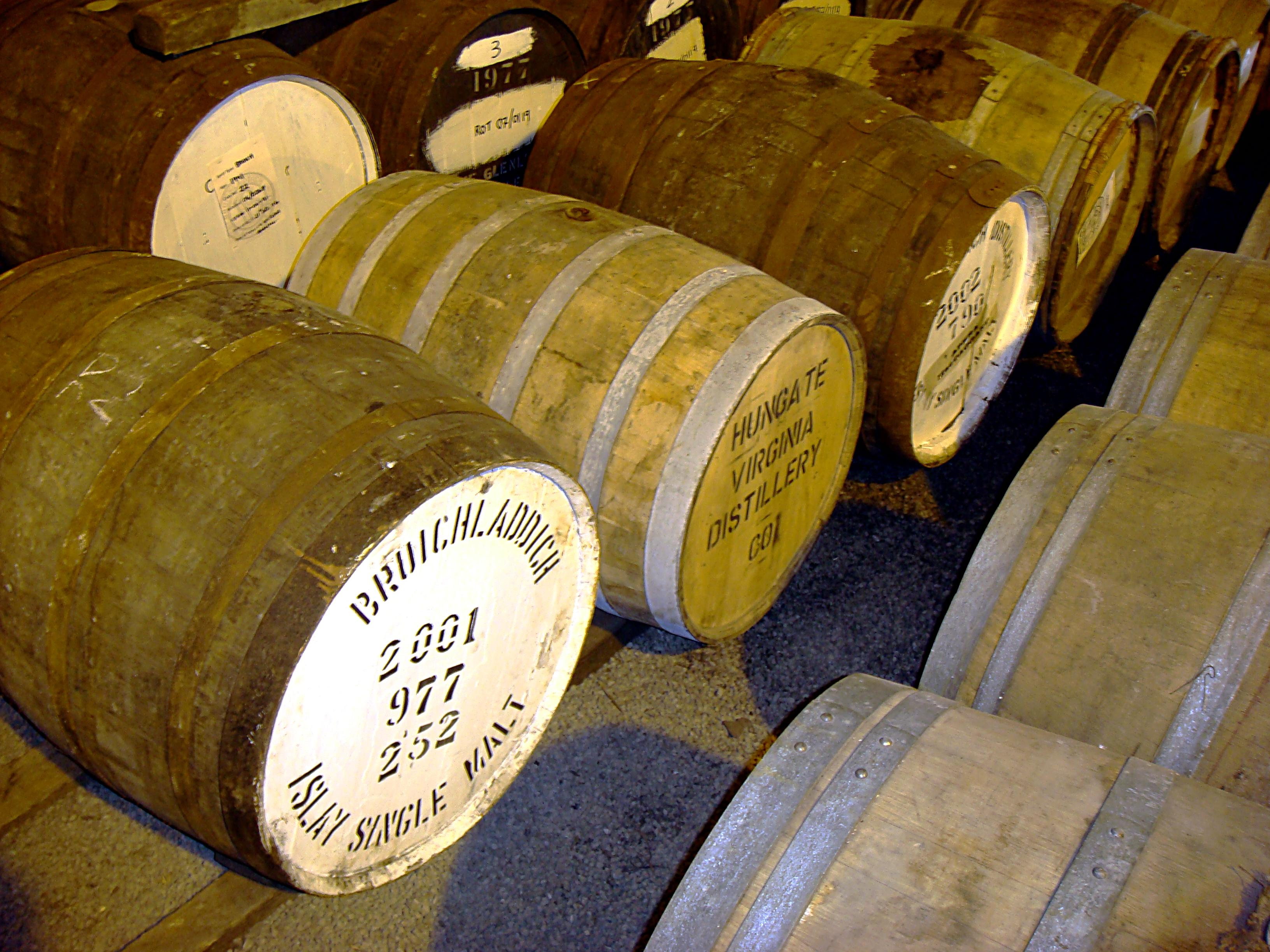
Віскі витримується не менше 3-х років в бочках з-під інших алкогольних напоїв (вина, бренді тощо)

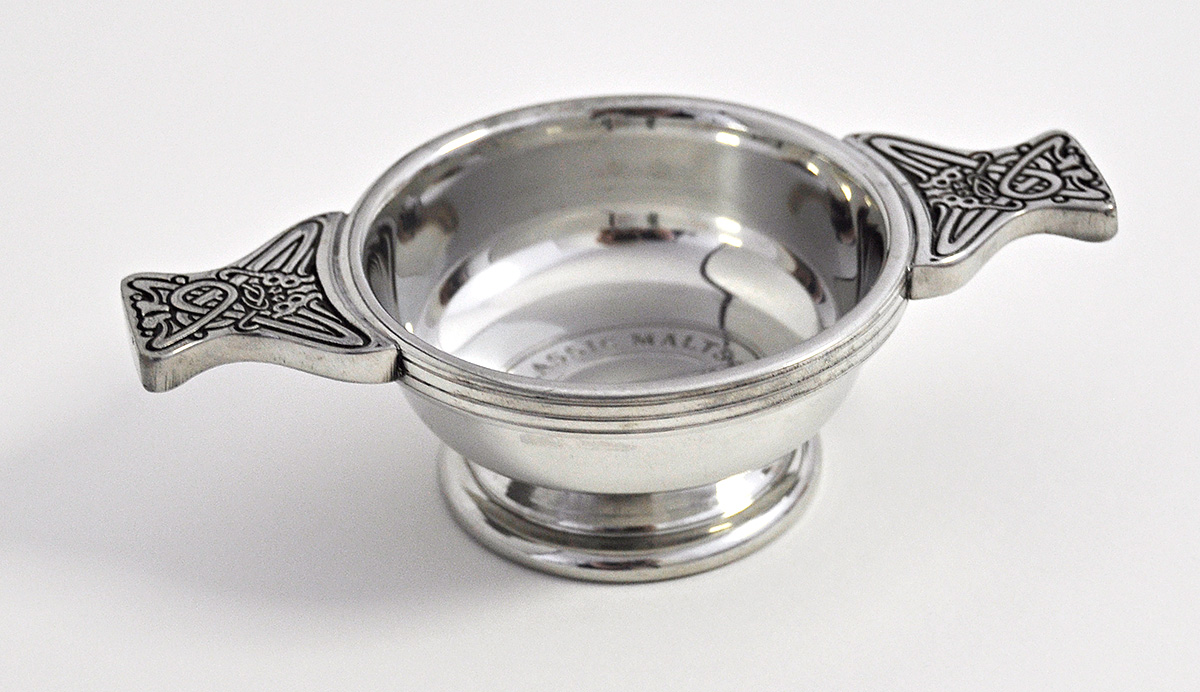
Квейк — спеціальна шотландська чашка для віскі

Шотла́ндське ві́скі (англ. Scotch whisky) — віскі, вироблене на території Шотландії (Велика Британія). Як «національний» продукт, це віскі належить до категорії, з «назвами, що законодавчо закріплені географічно», й захищений державними законодавчими актами Великої Британії, Європейського Союзу та СОТ. Сучасне слово «Whisky» походить від гельського «uisge beatha» або «usquebaugh», що означає у перекладі «вода життя». Цікаво те, що віскі на початках рекомендувалось як лікарський засіб для збереження здоров'я, продовження життя, прописували для полегшення кольок у животі, від паралічу і навіть від віспи.

## Історія
Точне походження самого процесу дистиляції загублене в історії століть, і ніхто не знає точно, коли вперше цей процес був здійснений в Шотландії. Безперечним є те, що вже стародавні кельти займалися перегонкою браги і виразно називали отримуваний продукт — «uisge beatha» — «водою життя». За минулі сторіччя мистецтво дистиляції в Шотландії було вдосконалене, і продукт поступово перетворився на шотландське віскі — напій, що вироблений лише в Шотландії, але належить усьому світу.
Найраніші записи про реєстрацію дистиляції були знайдені в Казначейських податкових звітах, датованих 1494 роком. На першому аркуші звіту записано: Видати ченцеві Джону Кору вісім коробів ячменю для виробництва «води життя». Попередні ж розрахунки показали, що з такої кількості ячменю можливо виробити близько 1500 бутлів дистиляту, що свідчить про добре поставлене виробництво даного напою за монастирськими стінами.
Але примітивне обладнання того часу і відсутність наукового підходу до виробництва наводить на думку, що вироблений спирт-сирець, або дистилят був, хоча і міцним, але недостатньо очищеним і значно шкідливішим для здоров'я. Однак технологія дистиляції з часом покращувалася, і в XVI—XVII століттях в цьому питанні були зроблені значні удосконалення.

## Законодавчий регламент
Будучи закріпленим чіткими законодавчими британськими актами «The Scotch Whisky Act 1988», «The Scotch Whisky Order 1990 No.998» та «The Scotch Whisky Regulations 2009 No.2890», шотландським віскі може називатись лише продукт:
- який було вироблено на винокурні у Шотландії з води й солодового ячменю (до якого можуть додаватись лише цільні зерна інших злакових), котрі були:
  - перероблені на винокурні у сусло;
  - перетворені у здатний до бродіння субстрат лише за допомогою ендогенних ензимів;
  - ферментовані лише із застосуванням дріжджових культур;
- який було дистильовано із залишковим відсотковим вмістом алкоголю меншим від 94,8 % так, щоб у кінцевого продукту перегонки були наявні аромат і смак, властиві первинній сировині, що використовується у виробництві;
- у якому мінімальний відсоток вмісту алкоголю кінцевого продукту становить 40 %;
- який витримувався (дозрівав) на регламентованому акцизному складі у Шотландії, в бочках з дуба, об'ємом, що не перевищує 700 літрів, й періодом дозрівання не менше трьох років;
- який зберігає колір, аромат і смак, отриманий з первинної сировини, що використовується у виробництві, і до якої не додавалась ніяка інша речовина, крім води й спиртової карамелі.

Шотландське віскі поділяється на п'ять категорій:
- Single Malt Scotch Whisky або односолодове шотландське віскі — це віскі, вироблене й бутильоване виключно на одній винокурні. Односолодове віскі повинно бути виробленим з води і солодового ячменю (солоду), без додавання будь-яких інших зернових культур, і дистильованим двічі в строго регламентованих мідних перегінних кубах (лише декілька шотландських винокурень практикують додатково дозволену законодавчо потрійну дистиляцію). Відповідно, повне виробництво повинно знаходитися на території Шотландії;
- Single Grain Scotch Whisky або зернове шотландське віскі — це віскі, вироблене й бутильоване виключно на одній винокурні. Цільнозернове віскі повинно бути виробленим з води, ячмінного зерна з або без додавання інших солоджених чи несолоджених зернових культур. Технологія та особливості виробництва цього віскі не повинні перетинатися з технологією виробництва односолодового шотландського віскі;
- Blended Scotch Whisky або купажоване шотландське віскі — це змішане віскі, вироблене з одного або декількох односолодових шотландських віскі з додаванням одного або декількох зернових шотландських віскі, що вироблені на декількох різних винокурнях;
- Blended Malt Scotch Whisky або солодове купажоване шотландське віскі — це змішане віскі з декількох односолодових шотландських віскі, вироблених на декількох різних винокурнях;
- Blended Grain Scotch Whisky або зернове купажоване шотландське віскі — це змішане віскі з декількох зернових шотландських віскі, вироблених на декількох різних винокурнях.

## Виробництво
Спочатку в Шотландії виробляли солодове віскі, використовуючи як сировину ячмінь.
Зібраний солод просушується гарячим сухим повітрям (іноді це робиться з використанням диму, для якого береться болотний торф), змішується з водою для отримання сусла, зброджується й переганяється. Одержаний спирт витримується в дубових бочках з-під інших алкогольних напоїв; на формування смаку віскі впливає склад торфу, вода, напій, що раніше містився в бочці, а також розташування віскікурні (наприклад, на березі моря або поблизу болота) — бочки зберігаються негерметично.
Більша частина напою, що виробляється у Шотландії — купажоване віскі, продукт змішування солодового (англ. malt) й зернового (англ. grain) віскі (в залежності від марки, в купажі бере участь різна кількість сортів і пропорцій). Вперше технологія купажування була застосована у 1853 році в Единбурзі на віскікурні Ендрю Ашера. Оптимальним процентним співвідношенням зернового віскі до солодового вважається 1:2.
У купажі можуть брати участь продукти різної витримки, при цьому на етикетці вказується як вік кінцевого продукту вік наймолодшого з використаних віскі у купажі. Віком віскі вважається термін витримки в бочці; віскі не «старіє», коли воно уже розлите у скляний посуд.

## Райони виробництва

Прийнятий поділ за регіонами виробництва віскі

На території сучасної Шотландії працює понад сто перегінних заводів, що виробляють понад дві тисячі марок шотландського віскі.
Основні райони виробництва віскі у Шотландії:
- Гайлендс (високогір'я) (англ. Highland)
- Спейсайд (англ. Speyside) — долина річки Спей
- Рівнина (низина) (англ. Lowland)
- Кемпбелтаун (англ. Campbeltown)
- Острів Айла (англ. Islay)
- Гебридські та Оркнейські острови (англ. Island)

Асоціація шотландського віскі (англ. Scotch Whisky Association) не виділяє останній район, але відносить його винокурні до району Гайлендс.

## Класифікація шотландського віскі
Асоціація шотландського віскі поділяє віскі на наступні категорії: Standard blend, Deluxe blend, Premium blend, Semi-Premium blend, Malt, Grain. Нижче перелічені деякі з відомих марок віскі.
| - Johnnie Walker Red Label - Long John - Teacher's Highland Cream - Clan Campbell - Seagram's 100 Pipers - Hankey Bannister - Hankey Bannister 12 YO - John Barr - Whyte & Mackay Special Reserve - Bell's Extra Special - Black & White - Dewar's White Label - Haig - White Horse - Mount Keen - Scottish Collie - Scottish Leader - Attorney Marco - Highland Cup - Old Smuggler - MacLeod's Isle of Skye 8 YO | - Johnnie Walker Black Label 12 YO - Ballantine's Finest - Cutty Sark - Famous Grouse - J&B Rare - Hankey Bannister 15 YO - Hankey Bannister 21 YO - John Player Special Rare - Ballantine's Gold Seal - Chivas Regal - Cutty Sark 12 YO - Cutty Sark 18 YO - Cutty Sark Discovery - Famous Grouse 15 YO - Famous Grouse 21 YO - Famous Grouse Old Reserve - Whyte & Mackay 12 YO - J&B Jet - J&B Reserve - J&B Ultima - Johnnie Walker Blue Label - Johnnie Walker Blue Label King George V Edition |

## Як правильно вимовляти назви шотландстких віскі  українською мовою[2]
Aberlour - Аберла̀уер
Abhainn Dearg – Авін Джарек
Allt-A-Bhainne – Альтава̀н’я
Ardbeg Corryvreckan – Ардбег Коріврѐкан
Ardbeg Uigeadail - Ардбег Угедал
Auchentoshan – Окенто̀шен
Auchroisk - Охро̀ск
Blair Athol – Блер Ѐтол
Bowmore - Бомо̀
Bruichladdich - Брукла̀ді
Bunnahabhain – Бунаха̀вен
Caol Ila – Кол І̀ла
Cardhu - Ка̀рдю
Chivas - Щівас
Dailuaine - Далью̀н
Edradour – Едрада̀уер
Glen Garioch – Глен Гі̀рі
Glen Scotia – Глен Ско̀ша 
Glendronach - Глендронах
Glenfiddich - Гленфіддіх
Glenglassaugh - Гленгла̀со
Glenkinchie - Гленкінчі
Glenmorangie - Гленмо̀ранджи
Glentauchers - Гленто̀херс
Knockdhu - Ка̀рдю
Laphroaig - Лафро̀йг
Tomatin - Тома̀тін
Mortlach - Мортлах
Nc’nean - Ні̀кнеан
Raasay - Разі
Strathisla - Страта̀йла
Tamdhu - Та̀мдю
Te Bheag – Че Век
Torabhaig - То̀равейк